# Sère-en-Lavedan
Sère-en-Lavedan is een gemeente in het Franse departement Hautes-Pyrénées (regio Occitanie) en telt 76 inwoners (2009). De plaats maakt deel uit van het arrondissement Argelès-Gazost.

## Geografie
De oppervlakte van Sère-en-Lavedan bedraagt 1,9 km², de bevolkingsdichtheid is dus 40 inwoners per km².

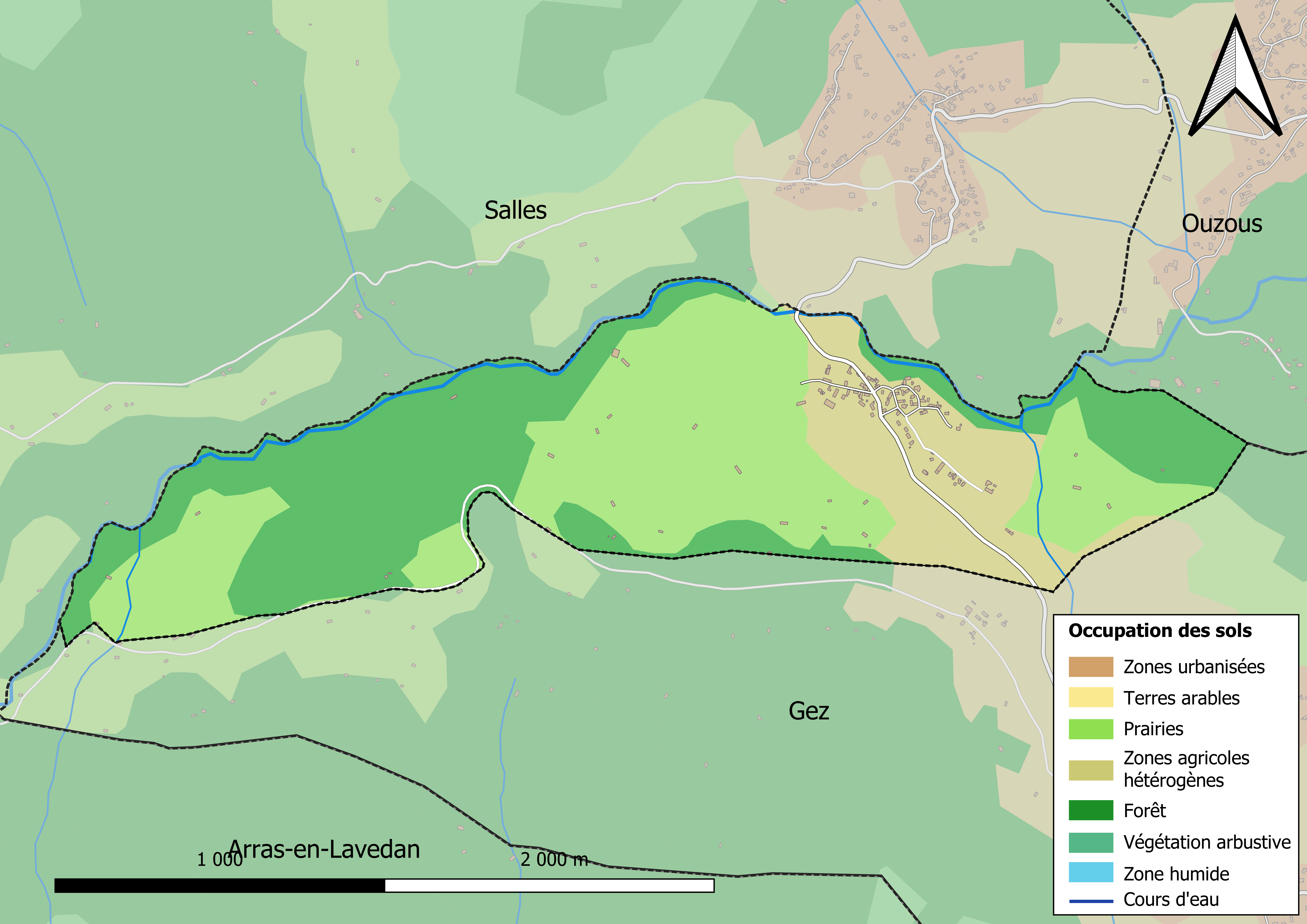
Kaart van de gemeente met belangrijkste infrastructuur, bodemgebruik en omliggende gemeenten

## Demografie
Onderstaande figuur toont het verloop van het inwonertal (bron: INSEE-tellingen).